# Аскія Ісхак II
Аскія Ісхак II (*д/н — 1591) — володар імперії Сонгаї в 1588—1591 роках. Зазнав поразки від Саадитів, внаслідок чого держава припинила існування.

## Життєпис
Син володаря Аскії Дауда, після смерті якого 1582 року вступив у боротьбу за владу разом з братами проти старшого брата Аскія Мохаммада III. У 1584 році вимушений був підкоритися останньому, але продовжував інтригувати. 1586 року разом з братами Бано і Мохаммад Садек повалив Аскію Мохаммада III. Новим правителем став Бано, що прийняв ім'я Аскія Мохаммад IV.
1588 року спільно з Мохаммад Садеком повалив Аскію Мохаммада IV, ставши новим правителем Сонгаї. Після цього знищив Мохаммад Садека.
Імперія опинилася у кризі через тривалу боротьбу за владу. Цим вирішив скористатися Ахмад аль-Мансур, султан Марокко з династії Саадидів. З останніми імперія Сонгаї почала конфліктувати через соляні копальні в Таґазі ще за Аскії Дауда.
Марокканське військо на чолі із Джудар-пашою (іспанцем-ренегатом) розпочало похід у жовтні 1590 року, пройшовши на африканський південь не через саму пустелю Сахару, а по її західному краю, атлантичним узбережжям. Тому раптового нападу на Сонгаї не вийшло, оскільки на шляху постійно траплялися невеликі кочові племена, васали Сонгаї.
Аскія Ісхак II, зібравши значні сили (від 20 до 40 тис. вояків), рушив до північно-східних кордонів імперії. Завдяки вогнепальній зброї марокканці здобули цілковиту перемогу у битві при Тондібі 13 березня 1591 року. Слідом за цим Джудар-паша завдав нової поразки у битві біля міста Бамба (поблизу річки Нігер). За цим захопив й сплюндрував міста Тімбукту і Дженне. Аскія Ісхак II планував атакувати супротивника в місті Кукія, але війська підняли повстання оголосивши правителем його брата Мохаммада V. Колишній правитель втік на південь до земель ґурма, де його було вбито (за іншою версією загинув від туарегів).
Інший брат Аскія Нух I в східних районах (сучасний Нігер) заснував державу Денді (проіснувала до 1901 року).